# Projektiver Raum

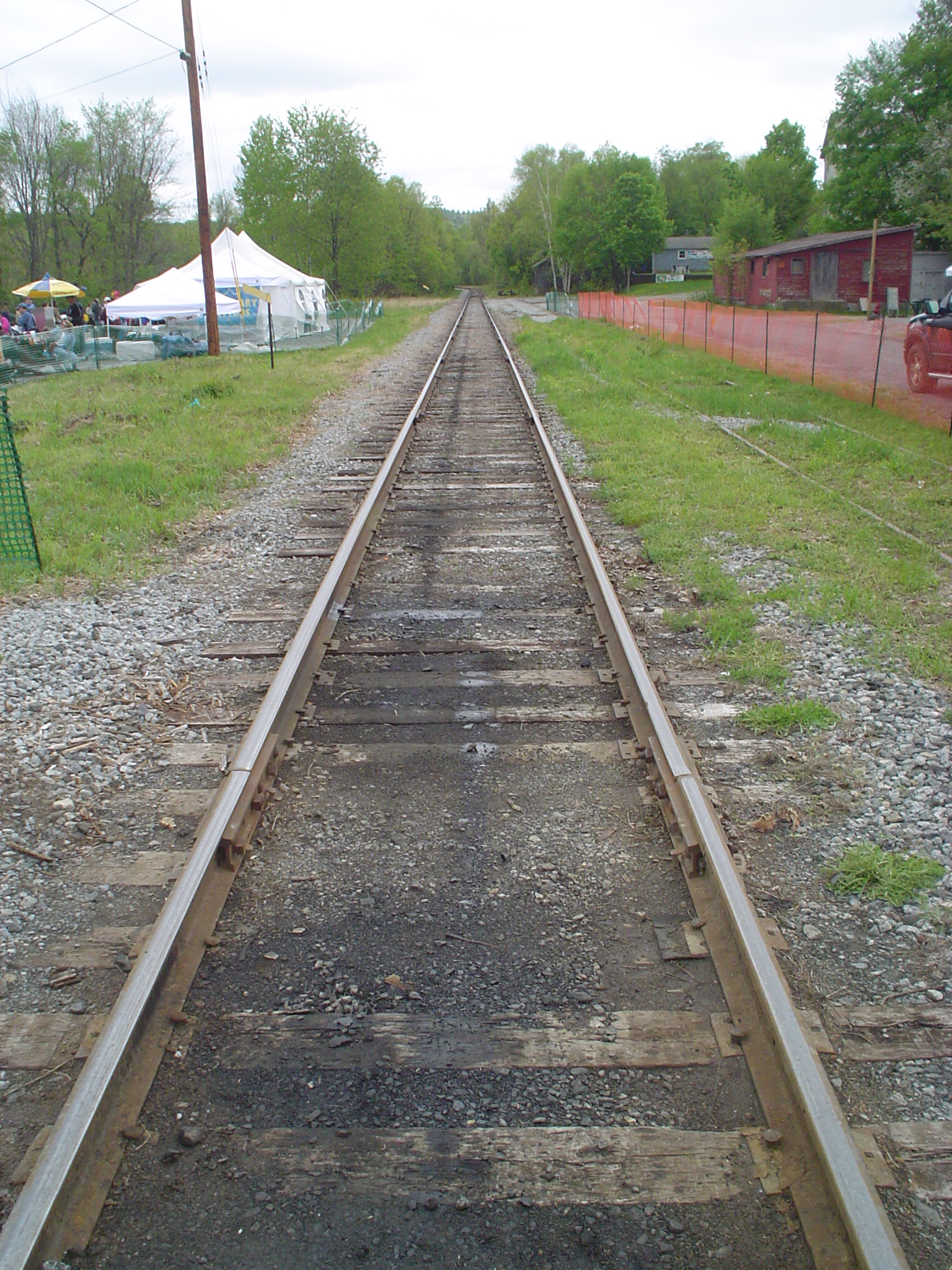
Zentralprojektion einer Eisenbahnstrecke – die parallel verlaufenden Schienen scheinen sich im Fluchtpunkt am Horizont zu schneiden.

Der projektive Raum ist ein Begriff aus dem mathematischen Teilgebiet der Geometrie. Dieser Raum kann aufgefasst werden als die Menge aller Geraden durch den Ursprung eines Vektorraums {\displaystyle V}. Ist {\displaystyle V} der reelle zweidimensionale Vektorraum {\displaystyle \mathbb {R} ^{2}}, so nennt man ihn reelle projektive Gerade, und im Falle {\displaystyle V=\mathbb {R} ^{3}} heißt er reelle projektive Ebene. Analog definiert man projektive Geraden und projektive Ebenen über beliebigen Körpern als die Mengen der Ursprungsgeraden in einem zwei- bzw. dreidimensionalen Vektorraum über dem jeweiligen Körper. Projektive Ebenen können in der Inzidenzgeometrie auch axiomatisch charakterisiert werden, dabei erhält man auch projektive Ebenen, die nicht den Geraden in einem Vektorraum entsprechen.
Die Idee der projektiven Räume steht in Beziehung zur Zentralprojektion aus der darstellenden Geometrie und Kartenentwurfslehre bzw. zur Art und Weise, wie das Auge oder eine Kamera eine dreidimensionale Szene auf ein zweidimensionales Abbild projiziert. Alle Punkte, die gemeinsam mit der Linse der Kamera auf einer Linie liegen, werden auf einen gemeinsamen Punkt projiziert. In diesem Beispiel ist der zugrunde liegende Vektorraum {\displaystyle \mathbb {R} ^{3}}, die Kameralinse ist der Ursprung und der projektive Raum entspricht den Bildpunkten.

## Definition
Der reelle projektive Raum {\displaystyle \mathbb {R} P^{n}} ist die Menge aller Geraden durch den Nullpunkt im {\displaystyle \mathbb {R} ^{n+1}}. Formal definiert man ihn als Menge von Äquivalenzklassen wie folgt.
Auf {\displaystyle \mathbb {R} ^{n+1}\setminus \{0\}} sei die Äquivalenzrelation
{\displaystyle x\sim y\Leftrightarrow \exists \lambda \in \mathbb {R} \setminus \{0\}\colon x=\lambda y}
definiert. In Worten heißt dies, dass {\displaystyle x} genau dann äquivalent zu {\displaystyle y} ist, wenn es ein {\displaystyle \lambda \in \mathbb {R} \setminus \{0\}} gibt, so dass {\displaystyle x=\lambda y} gilt. Alle Punkte auf einer Ursprungsgeraden – der Ursprung ist nicht enthalten – werden also miteinander identifiziert und nicht mehr unterschieden.
Der Quotientenraum {\displaystyle \left(\mathbb {R} ^{n+1}\setminus \{0\}\right)/\sim } mit der Quotiententopologie wird {\displaystyle n}-dimensionaler reeller projektiver Raum genannt und mit {\displaystyle \mathbb {R} P^{n}} notiert.
Im Fall {\displaystyle n=1} spricht man von der projektiven Geraden (auch: projektive Linie) und im Fall {\displaystyle n=2} von einer projektiven Ebene.
Wählt man statt {\displaystyle \mathbb {R} ^{n+1}} den komplexen Vektorraum {\displaystyle \mathbb {C} ^{n+1}}, so erhält man mit der analogen Definition mit {\displaystyle \lambda \in \mathbb {C} \setminus \{0\}} den komplex projektiven Raum der (komplexen) Dimension {\displaystyle n} als den Raum der komplex eindimensionalen Unterräume des {\displaystyle \mathbb {C} ^{n+1}}.
Die Koordinaten der Punkte des projektiven Raums, welche ja Äquivalenzklassen von Punkten {\displaystyle (x_{0},\dotsc ,x_{n})\in \mathbb {R} ^{n+1}} sind, werden durch {\displaystyle [x_{0}:\ldots :x_{n}]\in \mathbb {R} P^{n}} notiert und heißen homogene Koordinaten. (Entsprechend für den komplexen projektiven Raum.) Für {\displaystyle n=1} definiert die Abbildung {\displaystyle [x_{0}:x_{1}]\rightarrow {\frac {x_{0}}{x_{1}}}} eine Bijektion zwischen {\displaystyle \mathbb {R} P^{1}} und {\displaystyle \mathbb {R} \cup \left\{\infty \right\}}.
Allgemeiner können auch projektive Räume über beliebigen anderen Körpern (an Stelle von {\displaystyle \mathbb {R} } bzw. {\displaystyle \mathbb {C} }) konstruiert werden.
Ein allgemeinerer Begriff des projektiven Raumes wird in der synthetischen Geometrie verwendet, vor allem für den Fall {\displaystyle n=2} die projektive Ebene. Die Axiomatik dieses allgemeineren Begriffes wird im Hauptartikel Projektive Geometrie dargestellt.

## Projektive lineare Gruppe (Kollineationen)
Die projektive lineare Gruppe {\displaystyle \mathrm {PGL} (n+1,\mathbb {\mathbb {R} } )} ist die Gruppe der invertierbaren projektiven Abbildungen, sie ist definiert als Quotient von {\displaystyle \mathrm {GL} (n+1,\mathbb {\mathbb {R} } )} unter der Äquivalenzrelation
{\displaystyle A\sim B\Leftrightarrow \exists \lambda \in \mathbb {R} \setminus \{0\}\colon A=\lambda B}.
Die Wirkung von {\displaystyle \mathrm {GL} (n+1,\mathbb {R} )} auf {\displaystyle \left(\mathbb {R} ^{n+1}\setminus \{0\}\right)} gibt eine wohl-definierte Wirkung von {\displaystyle \mathrm {PGL} (n+1,\mathbb {R} )} auf {\displaystyle \mathbb {R} P^{n}}. Die den Elementen {\displaystyle A\in \operatorname {PGL} (n+1,\mathbb {R} )} entsprechenden Abbildungen {\displaystyle A:\mathbb {R} P^{n}\to \mathbb {R} P^{n}} sind projektive, das heißt hier doppelverhältnistreue Kollineationen. Mit anderen Worten:
1. Sie bilden die Menge der projektiven Punkte bijektiv auf sich selbst ab.
2. Sie bilden jede Gerade als Punktmenge auf eine Gerade ab (erhalten damit die Inzidenzstruktur).
3. Das Doppelverhältnis von beliebigen 4 Punkten, die auf einer Geraden liegen, bleibt unverändert. Das unterscheidet Projektivitäten von bijektiven echt semilinearen Selbstabbildungen des Vektorraums.

Analog definiert man eine Wirkung von {\displaystyle \mathrm {PGL} (n+1,\mathbb {C} )} auf {\displaystyle \mathbb {C} P^{n}}.
Im Fall der projektiven Gerade wirkt {\displaystyle \mathrm {PGL} (2,\mathbb {R} )} auf {\displaystyle \mathbb {R} P^{1}} durch gebrochen-lineare Transformationen. Nach der Identifikation von {\displaystyle \mathbb {R} P^{1}} mit {\displaystyle \mathbb {R} \cup \{\infty \}} (bzw. {\displaystyle \mathbb {C} P^{1}} mit {\displaystyle \mathbb {C} \cup \{\infty \}}) wirkt {\displaystyle \mathrm {PGL} (2,\mathbb {R} )} bzw. {\displaystyle \mathrm {PGL} (2,\mathbb {C} )} durch
{\displaystyle \left({\begin{matrix}a&b\\c&d\end{matrix}}\right)z={\frac {az+b}{cz+d}}}.

## Beispiel: Riemannsche Zahlenkugel

Stereographische Rückprojektionen der komplexen Zahlen und auf die Punkte und der Riemann’schen Zahlenkugel

Die komplex-projektive Gerade ist nach obiger Definition gerade die Menge der komplexen Geraden in {\displaystyle \mathbb {C} ^{2}}, welche durch den Ursprung {\displaystyle (0,0)\in \mathbb {C} ^{2}} gehen.
Die komplex-projektive Gerade kann man auch als die reell-zweidimensionale Sphäre beziehungsweise riemannsche Zahlenkugel
{\displaystyle S^{2}=\{(x,y,z)\in \mathbb {R} ^{3},x^{2}+y^{2}+z^{2}=1\}}
auffassen. Die Übereinstimmung mit obigen Begriffen ergibt sich wie folgt: Bezeichne mit {\displaystyle N:=(0,0,1)\in S^{2}} den „Nordpol“. Betrachte die stereographische Projektion
{\displaystyle f\colon S^{2}\setminus \{N\}\to \mathbb {R} ^{2}\cong \mathbb {C} },
welche durch
{\displaystyle \textstyle (x,y,z)\mapsto \left({\frac {x}{1-z}},{\frac {y}{1-z}}\right)={\frac {x+iy}{1-z}}}
gegeben ist. Anschaulich legt man durch {\displaystyle (x,y,z)} und den Nordpol eine (reelle) Gerade und wählt den Schnittpunkt dieser Geraden mit der Äquatorebene als Bildpunkt der Abbildung, wobei der Nordpol mit {\displaystyle \infty } identifiziert wird.
Die Korrespondenz zwischen {\displaystyle S^{2}} und {\displaystyle \mathbb {C} P^{1}} in homogenen Koordinaten ist dann {\displaystyle (x,y,z)\mapsto \left[1:{\frac {x+iy}{1-z}}\right]=[1-z:x+iy]}.

## Eigenschaften
- Die reellen und komplexen projektiven Räume sind kompakte Mannigfaltigkeiten.
- Der projektive Raum ist ein Beispiel für eine nicht affine algebraische Varietät bzw. ein nicht affines Schema. Außerdem hat der projektive Raum die Struktur einer torischen Varietät. Im algebraisch-geometrischen Kontext kann man anstelle der reellen oder komplexen Zahlen jeden beliebigen Körper einsetzen.
- Untervarietäten des projektiven Raums werden als projektive Varietäten (veraltet auch als projektive Mannigfaltigkeiten) bezeichnet.
- Lokal nach dem projektiven Raum modellierte lokal-homogene Mannigfaltigkeiten werden als projektive Mannigfaltigkeiten bezeichnet.

## Topologie
Die projektive Gerade {\displaystyle \mathbb {R} P^{1}} ist homöomorph zum Kreis {\displaystyle S^{1}}. Für {\displaystyle n>1} ist die Fundamentalgruppe des projektiven Raums {\displaystyle \mathbb {R} P^{n}} die Gruppe Z/2Z, die 2-fache Überlagerung des {\displaystyle \mathbb {R} P^{n}} ist die Sphäre {\displaystyle \mathbb {S} ^{n}}.
Für ungerade {\displaystyle n} ist der {\displaystyle \mathbb {R} P^{n}} orientierbar, für gerade {\displaystyle n} ist er nicht orientierbar.
Die projektive Ebene {\displaystyle \mathbb {R} P^{2}} ist eine nicht-orientierbare Fläche, die sich nicht in den {\displaystyle \mathbb {R} ^{3}} einbetten lässt. Es gibt aber Immersionen des {\displaystyle \mathbb {R} P^{2}} in den {\displaystyle \mathbb {R} ^{3}}, zum Beispiel die sogenannte Boysche Fläche.
Die komplex-projektive Gerade {\displaystyle \mathbb {C} P^{1}} ist homöomorph zur Sphäre {\displaystyle S^{2}}, die quaternionisch-projektive Gerade {\displaystyle \mathbb {H} P^{1}} ist homöomorph zur {\displaystyle S^{4}}, die Cayley-projektive Gerade {\displaystyle CaP^{1}} homöomorph zur {\displaystyle S^{8}}.
Alle komplex- oder quaternionisch-projektiven Räume sind einfach zusammenhängend.
Die Hopf-Faserungen bilden (für {\displaystyle \mathbb {K} =\mathbb {C} ,\mathbb {H} ,Ca}) jeweils die Einheitssphäre in {\displaystyle \mathbb {K} ^{2}} auf {\displaystyle \mathbb {K} P^{1}} ab, die Faser ist die Einheitssphäre in {\displaystyle \mathbb {K} ^{1}}. Man erhält auf diese Weise Faserungen
{\displaystyle S^{1}\to S^{3}\to S^{2},S^{3}\to S^{7}\to S^{4},S^{7}\to S^{15}\to S^{8}}.
Diese Faserungen haben Hopf-Invariante 1.

## Projektive Teilräume und abgeleitete Räume
In diesem Abschnitt wird im Sinne der obigen allgemeineren Definition von einem {\displaystyle n}-dimensionalen projektiven Raum {\displaystyle KP^{n}} über einem beliebigen Körper {\displaystyle K} ausgegangen, die Punkte des Raumes können also als eindimensionale Untervektorräume von {\displaystyle K^{n+1}} angesehen werden.
- Jedem {\displaystyle k+1}-dimensionalen Unterraum {\displaystyle (-1\leq k\leq n)} von {\displaystyle K^{n+1}} ist ein {\displaystyle k}-dimensionaler projektiver Teilraum {\displaystyle H} von {\displaystyle KP^{n}} zugeordnet. Man nennt {\displaystyle H} auch eine (verallgemeinerte, projektive) Ebene, für {\displaystyle k=n-1} Hyperebene, für {\displaystyle k=1} Gerade in {\displaystyle KP^{n}}. Auch die leere Menge wird hier als projektiver Teilraum betrachtet, dem der Nullraum von {\displaystyle K^{n+1}} und als Dimension {\displaystyle -1} zugeordnet wird.
- Die Schnittmenge von zwei projektiven Teilräumen ist wiederum ein projektiver Teilraum.
- Bildet man zu den Unterräumen, die zwei projektiven Räumen {\displaystyle S_{1}} und {\displaystyle S_{2}} zugeordnet sind, die lineare Hülle ihrer Vereinigungsmenge in {\displaystyle K^{n+1}}, so gehört zu diesem Untervektorraum wieder ein projektiver Teilraum, der Verbindungsraum {\displaystyle S_{1}\vee S_{2}} (auch als Summe {\displaystyle S_{1}+S_{2}} notiert) von {\displaystyle S_{1}} und {\displaystyle S_{2}}.
- Für Schnitt und Verbindung von projektiven Teilräumen gilt die projektive Dimensionsformel:

{\displaystyle \operatorname {dim} (S_{1})+\operatorname {dim} (S_{2})=\operatorname {dim} (S_{1}\vee S_{2})+\operatorname {dim} (S_{1}\cap S_{2})}.
- Die Menge {\displaystyle {\mathcal {P}}^{n}} aller Teilräume des projektiven Raumes {\displaystyle KP^{n}} bildet bezüglich der Verknüpfungen „Schnitt“ {\displaystyle \cap } und „Verbindung“ {\displaystyle \vee } einen längenendlichen, modularen, komplementären Verband.
- Jedem projektiven Punkt kann über seine Koordinaten eine homogene Koordinatengleichung zugeordnet werden, deren Lösungsmenge eine Hyperebene beschreibt. Durch die so definierten Hyperebenenkoordinaten bilden die Hyperebenen in {\displaystyle KP^{n}} wiederum Punkte eines projektiven Raumes, des Dualraums {\displaystyle (KP^{n})^{D}}.(→ siehe dazu Projektives Koordinatensystem#Koordinatengleichungen und Hyperebenenkoordinaten).
- Allgemeiner bildet die Menge der Hyperebenen, die einen festen {\displaystyle k}-dimensionalen Teilraum {\displaystyle S} enthalten, einen projektiven Raum, den man als Bündel, im Spezialfall {\displaystyle k=n-2} als Büschel von Hyperebenen bezeichnet. {\displaystyle S} heißt Träger des Bündels oder Büschels.

## Axiomatischer Zugang
Als man in der zweiten Hälfte des 19. Jahrhunderts die Geometrie in streng axiomatische Form fasste und dann auch daranging, die Axiome systematisch zu variieren, lag es nahe, das Parallelenaxiom durch die Festlegung zu ersetzen, dass sich zwei in einer Ebene liegende Geraden immer schneiden müssen. Dies ist allerdings unverträglich mit dem Anordnungsaxiom II.3.
Beschränkt man sich aber auf die Inzidenzaxiome, so ergeben sich sehr einfache und hochsymmetrische Axiomensysteme, die auch die Gesetze des bekannten projektiven Raums umfassen.
Ein solches Axiomsystem, das nur mit den Grundbegriffen „Punkt“, „Gerade“ und „Inzidenz“ auskommt, lautet:
1. (Geradenaxiom) Sind {\displaystyle P} und {\displaystyle Q} zwei verschiedene Punkte, so gibt es genau eine Gerade {\displaystyle PQ}, die mit {\displaystyle P} und {\displaystyle Q} inzidiert.
2. (Axiom von Veblen-Young) Sind {\displaystyle A}, {\displaystyle B}, {\displaystyle C}, {\displaystyle D} vier Punkte, so dass {\displaystyle AB} und {\displaystyle CD} mit einem gemeinsamen Punkt inzidieren, so inzidieren auch {\displaystyle AC} und {\displaystyle BD} mit einem gemeinsamen Punkt.
3. (1. Reichhaltigkeitsaxiom) Jede Gerade inzidiert mit mindestens drei Punkten.
4. (2. Reichhaltigkeitsaxiom) Es gibt mindestens zwei verschiedene Geraden.

Eine Inzidenzstruktur, die diese Axiome erfüllt, heißt dann eine projektive Geometrie.
Das 1. Axiom ist eine Kurzfassung der Inzidenzaxiome I.1 und I.2.
Das 2. Axiom ersetzt das Parallelenaxiom. Wenn man im Rahmen der übrigen Axiome den Begriff „Ebene“ geeignet definiert, besagt es gerade, dass zwei Geraden einer Ebene sich immer schneiden. Ersetzt man es durch das einfachere (und strengere) Axiom
2E. Sind {\displaystyle g} und {\displaystyle h} zwei verschiedene Geraden, so gibt es genau einen Punkt, der mit {\displaystyle g} und {\displaystyle h} inzidiert,
so heißt die entsprechende Struktur eine projektive Ebene.
Die Reichhaltigkeitsaxiome 3. und 4. ersetzen das Hilbert-Axiom I.8. Strukturen, die nur die Axiome 1. bis 3., aber nicht 4. erfüllen, heißen ausgeartete projektive Geometrien. (Es sind ausnahmslos projektive Ebenen.)

Die Fano-Ebene erfüllt das Fano-Axiom nicht!

Da sowohl das Anordnungsaxiom III.4 als auch das Vollständigkeitsaxiom V.2 fehlen, sind endliche Modelle für projektive Geometrien möglich.
Das einfachste nicht-entartete Beispiel ist die Fano-Ebene, die aus sieben Punkten und sieben Geraden besteht; im nebenstehenden Bild sind die „Punkte“ die dick markierten Punkte, die „Geraden“ sind die Strecken sowie der Kreis.
Eine Punktmenge eines projektiven Raumes {\displaystyle \mathbb {P} }, die mit zwei verschiedenen Punkten stets auch alle Punkte auf deren (nach Axiom 1. eindeutigen) Verbindungsgeraden enthält, heißt Linearmenge. Linearmengen spielen die Rolle der projektiven Unterräume in der projektiven Geometrie, man schreibt daher auch {\displaystyle L\leq \mathbb {P} }, wenn {\displaystyle L} eine Linearmenge ist.
- Der einfachste (wenn auch nicht kleinste) Typ einer Linearmenge ist eine Punktreihe, also die Punktmenge auf einer Geraden.
- Eine beliebige Punktmenge {\displaystyle M} des Raumes erzeugt eine wohlbestimmte minimale Linearmenge

{\displaystyle \langle M\rangle :=\bigcap _{M\subseteq L\leq \mathbb {P} }L,\quad } die Schnittmenge aller Linearmengen, in denen {\displaystyle M} als Teilmenge enthalten ist.
- Ist {\displaystyle \langle M\rangle =L} und für jeden Punkt {\displaystyle B\in M:\;\langle M\setminus \{B\}\rangle \neq L}, dann heißt {\displaystyle M} ein minimales Erzeugendensystem oder auch eine Punktbasis von {\displaystyle L}.[1] Die Anzahl der Elemente {\displaystyle m} einer solchen Punktbasis von {\displaystyle L} ist unabhängig von der Wahl der Punktbasis. Die Zahl {\displaystyle d=m-1} heißt die projektive Dimension von {\displaystyle L}, sie kann {\displaystyle -1,0}, eine natürliche Zahl oder allgemeiner eine unendliche Kardinalzahl sein, im letzten Fall nennt man die Linearmenge oft nur unendlichdimensional.

Beispiele
1. Die leere Menge ist nach der genannten Definition selbst eine Linearmenge: Sie enthält die Punkte aller erforderlichen Verbindungsgeraden, nämlich keine. Ihre Dimension ist {\displaystyle d=\#\emptyset -1=-1}.
2. Ebenso ist jede einpunktige Menge eine Linearmenge, also ist ihre Dimension jeweils {\displaystyle 0}.
3. Jede Punktreihe ist eine eindimensionale Linearmenge, denn sie wird von zwei beliebigen, verschiedenen Punkten der Trägergeraden erzeugt.

Diese drei Typen von Linearmengen erfüllen (zusammen mit der höchstens einen Geraden, die durch zwei verschiedene Punkte der Linearmengen geht und der auf diese Teilstruktur eingeschränkten Inzidenz) die ersten drei Inzidenzaxiome (mehr oder weniger trivial) aber nicht das 4. sind also ausgeartete projektive Räume.
Eine Linearmenge, die drei Punkte enthält, die nicht auf einer gemeinsamen Geraden liegen, erfüllt auch das vierte Inzidenzaxiom und ist damit selbst ein projektiver Raum. Die Dimension dieser Linearmenge ist dann mindestens 2.
Man beachte dazu, dass der Begriff Ebene in der obigen Beschreibung axiomatisch zu verstehen ist und nicht direkt mit dem Dimensionsbegriff für Linearmengen zusammenhängt. Ausgeartete projektive Ebenen, die Linearmengen in einem projektiven Raum sind, gehören stets einem der drei oben genannten Typen an und haben deshalb als Linearmengen eine projektive Dimension {\displaystyle d\in \{-1,0,1\}}. Der Gesamtraum ist natürlich ebenfalls eine Linearmenge und hat dementsprechend eine wohlbestimmte Dimension.

### Zusatzaxiome

#### Schließungseigenschaften
Als zusätzliche Axiome sind zwei klassische Schließungssätze, der Satz von Desargues und der Satz von Pappos besonders wichtig: Diese Axiome sind jeweils äquivalent dazu, dass sich die Geometrie über einer durch die Axiome bestimmten Klasse von Ternärkörpern koordinatisieren lässt:
- Genau dann, wenn in jeder zweidimensionalen Linearmenge des Raumes der Satz von Desargues gilt, ist der Raum durch einen Schiefkörper koordinatisierbar. Diese Bedingungen sind für mindestens dreidimensionale Räume stets erfüllt. Diese letzte Aussage ist ein Satz von David Hilbert.[2][1]
- Genau dann, wenn in jeder zweidimensionalen Linearmenge des Raumes der Satz von Pappos gilt, ist der Raum durch einen kommutativen Körper koordinatisierbar.[2] Diese Bedingungen sind auch für drei- und höherdimensionale nicht immer erfüllt.[3]

Die Schließungssätze wurden (implizit) als Sätze, die in der reellen zwei- oder dreidimensionalen Geometrie gelten, von den Mathematikern, nach denen sie benannt sind, bewiesen. Implizit deshalb, weil es zu ihrer Zeit weder eine axiomatische Beschreibung des modernen algebraischen Körperbegriffs noch gar des Körpers der reellen Zahlen gab. Ein modernes „Nicht-Schließungs-Axiom“ ist das Fano-Axiom. Es ist bei der Untersuchung von Quadriken von großer Bedeutung. Für diese Untersuchungen muss man meist auch das Axiom von Pappos fordern. Gilt auch noch das Fano-Axiom, dann hat der Koordinatenkörper des Raumes nicht die Charakteristik {\displaystyle 2}, das heißt, eine quadratische Gleichung hat „meistens“ keine oder zwei Lösungen und man kann zum Beispiel bei einem Kegelschnitt zwischen Tangenten und Nichttangenten sinnvoll unterscheiden.

#### Ordnungseigenschaften und Topologische Eigenschaften
Ein projektiver Raum ist angeordnet, wenn auf jeder Geraden eine Trennbeziehung so definiert ist, dass diese Relation bei beliebigen Projektivitäten erhalten bleibt. Die Trennbeziehung setzt die oben beschriebene hilbertsche affine Anordnung projektiv fort: Liegt ein Punkt {\displaystyle B\in g} affin zwischen den Punkten {\displaystyle A,C\in g}, dann trennt das Punktepaar {\displaystyle A,C} den Punkt {\displaystyle B} vom Fernpunkt {\displaystyle H_{\infty }\cap {\bar {g}}} der (projektiv abgeschlossenen) Geraden {\displaystyle {\bar {g}}}. Die Zwischenbeziehung auf den affinen Geraden genügt dem Axiom von Pasch. Bildet man aus der Ordnungstopologie auf einer beliebigen Geraden {\displaystyle g} die Produkttopologie {\displaystyle g^{d}} ({\displaystyle d\geq 2} ist die Dimension des affinen Raumes), dann ist dies für den Raum auf Grund des Axioms von Pasch eine „verträgliche“ Topologie: Die Affinitäten des Raumes sind bezüglich dieser Topologie stetig.
Diese Topologie lässt sich nun (zunächst auf einzelnen Geraden) fortsetzen, indem man die affinen Mengen von Zwischenpunkten („offene Intervalle“) bei beliebiger Wahl des Fernpunktes auf {\displaystyle {\bar {g}}} zur Basis einer Topologie auf der projektiven Geraden macht und den Raum mit der entsprechenden Produkttopologie versieht. Damit wird eine projektive Ebene zu einer topologischen projektiven Ebene und ein höherdimensionaler Raum (genauer: die Menge seiner Punkte) zu einem topologischen Raum, in dem die Projektivitäten Homöomorphismen sind.
Eine solche Anordnung der affinen und projektiven Räume ist nur dann möglich (notwendige Bedingung), wenn in einem Koordinatenternärkörper {\displaystyle (K,T,0,1)} gilt: Ist {\displaystyle a+a+\cdots +a=0} bei irgendeiner Beklammerung dieser „Summe“ mit mehr als einem Summanden (im Ternärkörper muss das Assoziativgesetz für die Addition nicht gelten, {\displaystyle (K,+,0)} ist eine Loop) dann ist {\displaystyle a=0}. Daraus folgt für jeden angeordneten Raum: Er und sein Koordinatenbereich ist unendlich. Ist der Raum zusätzlich desarguessch, erfüllt also das Desarguessche Schließungsaxiom, dann hat sein Koordinatenschiefkörper die Charakteristik 0.
Allgemeiner kann man eine Topologie auf einem topologischen Raum auch axiomatisch definieren, dies ist für den zweidimensionalen Fall im Artikel Topologische projektive Ebene dargestellt. Jeder projektive Raum lässt im Sinne der dort dargestellten Forderungen wenigstens eine Topologie, nämlich die diskrete Topologie zu. Dies ist in der Regel keine „interessante“ Topologie.
Auf projektiven Räumen über Schiefkörpern oder Körpern {\displaystyle S} wie dem Körper der komplexen Zahlen {\displaystyle \mathbb {C} } und dem reellen Quaternionenschiefkörper, die endlichdimensionale Vektorräume über einem angeordneten Unterkörper {\displaystyle K} (in den Beispielen {\displaystyle K=\mathbb {R} }) sind, kann man im affinen Ausschnitt (genauer eigentlich: in der Gruppe der projektiven Perspektivitäten mit einer festen Fixpunkthyperebene {\displaystyle H_{\infty }} und beliebigen Zentren auf dieser Hyperebene) eine Topologie einführen: Diese Gruppe, die affine Translationsgruppe ist ein (Links-)vektorraum über {\displaystyle S} und damit auch über {\displaystyle K}, dadurch lässt sich die Ordnungstopologie, die von der Anordnung der {\displaystyle K}-Geraden stammt, auch auf den affinen und projektiven Raum über {\displaystyle S} übertragen.

## Eigenschaften
Im Folgenden verstehen wir unter einem projektiven Raum eine Struktur aus Punkten und Geraden mit einer Inzidenzrelation, welche die oben genannten Axiome von Veblen-Young erfüllt und in der es zwei punktfremde Geraden gibt; die projektiven Ebenen sind also ausgeschlossen. Dann gelten die folgenden Sätze:
In jedem projektiven Raum der Dimension {\displaystyle \geq 3} gilt der Satz von Desargues: Sind {\displaystyle O,A,B,C,A',B',C'} verschiedene Punkte, so dass {\displaystyle O,A,A'}, {\displaystyle O,B,B'} und {\displaystyle O,C,C'} drei verschiedene Geraden bestimmen, so liegen die drei Schnittpunkte von {\displaystyle AB} mit {\displaystyle A'B'}, {\displaystyle BC} mit {\displaystyle B'C'} und {\displaystyle CA} mit {\displaystyle C'A'} auf einer Geraden. Mit Hilfe dieses Satzes lässt sich zeigen: Jeder projektive Raum lässt sich durch homogene Koordinaten in einem Linksvektorraum {\displaystyle V} über einem Schiefkörper {\displaystyle K} beschreiben. Der Linksvektorraum {\displaystyle V} ist mindestens vierdimensional, seine Dimension kann aber auch eine beliebige unendliche Kardinalzahl sein. Der Schiefkörper {\displaystyle K} ist kommutativ, also ein Körper genau dann, wenn in der Geometrie dieses Raumes der Satz von Pappos(-Pascal) gilt. Das ist in endlichen desarguesschen Ebenen immer der Fall (weil endliche Schiefkörper nach dem Satz von Wedderburn notwendig kommutativ sind).
Von Interesse sind in der synthetischen Geometrie vor allem die „nichtdesarguesschen“ Ebenen, in denen der Satz von Desargues nicht gilt, insbesondere die endlichen unter ihnen. Die Ordnung einer endlichen projektiven Ebene ist die um 1 verminderte Anzahl der Punkte auf einer, also jeder, Geraden. Es ist eine unbewiesene Vermutung, dass jede endliche projektive Ebene von Primzahlpotenzordnung ist (wie die desarguesschen Ebenen). Ein Satz von Bruck und Ryser schließt viele Ordnungen aus. Er sagt: Wenn {\displaystyle n=4k+1} oder {\displaystyle n=4k+2} Ordnung einer projektiven Ebene ist, dann ist {\displaystyle n} Summe zweier Quadratzahlen. Die folgenden Zahlen sind daher nicht Ordnungen projektiver Ebenen: {\displaystyle 6,14,21,22,30,33,38,42,46,\ldots }
Mit großem Computereinsatz wurde gezeigt, dass keine projektive Ebene der Ordnung {\displaystyle 10} existiert. Die kleinsten Ordnungen, für welche die Frage der Existenz oder Nichtexistenz ungelöst ist, sind {\displaystyle 12,15,18,20.} Die kleinste Ordnung einer nichtdesarguesschen projektiven Ebene ist {\displaystyle 9}, vergleiche dazu den Abschnitt Beispiele der Ordnung 9 im Artikel Ternärkörper.